# Kaddour Benghabrit
Si Kaddour Benghabrit (en arabe : سي قدور بن غبريط) ou Abdelkader Ben Ghabrit, né le 1er novembre 1868 à Sidi Bel Abbès en Algérie et mort le 24 juin 1954 à Paris, est un théologien et haut fonctionnaire algérien, (il reçoit par ailleurs la nationalité marocaine comme d'autres Algériens résistants établis au Maroc,,) qui occupe successivement des fonctions dans la magistrature en Algérie, puis diplomatique pour la France avant d'entrer, dans le cadre du protectorat, au service du sultan du Maroc.
Interprète auxiliaire à la légation de France à Tanger et haut fonctionnaire du ministère des Affaires étrangères français, il est le fondateur de l'Institut musulman de la mosquée de Paris.
Il participe à la Conférence d'Algésiras de 1906 et aux négociations aboutissant au traité de Fès de 1912. Il dirige une mission diplomatique française à La Mecque en 1916 pour faciliter le pèlerinage du Hajj et convaincre Hussein ben Ali, le chérif de La Mecque, de rompre avec l'Empire ottoman et de rejoindre les Alliés en échange de la reconnaissance de son califat par les musulmans malékites de l'Empire colonial français,. Hussein le reçoit avec honneur et lui accorde le droit de nettoyer le sol de la Kaaba et de s'asseoir à côté de lui lors de la prière du vendredi à La Mecque.
Pendant l'Occupation, il cache et sauve des Juifs dans les sous-sols de la Grande mosquée de Paris. Avec Abdelkader Mesli, il s'engage dans la résistance et protège de nombreuses victimes, parfois estimées à plus d'un millier,,.
Il est grand-croix de la Légion d’honneur (1939) et titulaire de la médaille de la Résistance française avec rosette (1947).

## Biographie

### Origines et début de carrière
Kaddour Benghabrit naît le 1er novembre 1868 à Sidi Bel Abbès, aujourd'hui chef lieu de la wilaya de Sidi Bel Abbès en Algérie, dans une famille bourgeoise originaire de Tlemcen (en Algérie), établie au Maroc pour fuir la colonisation française. Après des études secondaires à la médersa d’Alger (Thalibiya), puis celle de Tlemcen, il poursuit ses études à l'université Al Quaraouiyine de Fès, il commence sa carrière professionnelle en Algérie, dans le secteur de la magistrature en tant que conseiller en législature musulmane. En 1892, il devient interprète-auxiliaire à la légation de France à Tanger et intègre ainsi officiellement le corps des cadres du ministère des Affaires étrangères français. Remarqué pour la qualité de ses notes en français et sa maîtrise des codes religieux, il se voit confier des missions officieuses à partir de 1895. Il démontre une capacité à négocier avec les tribus marocaines révoltées et devient agent de liaison entre le makhzen et les autorités religieuses. Il participe activement à la mise en place du protectorat français sur le Maroc, et devient cadre titulaire à la légation de France, puis consul général honoraire à Fèz pour le compte de la France et enfin directeur du protocole du sultan marocain.

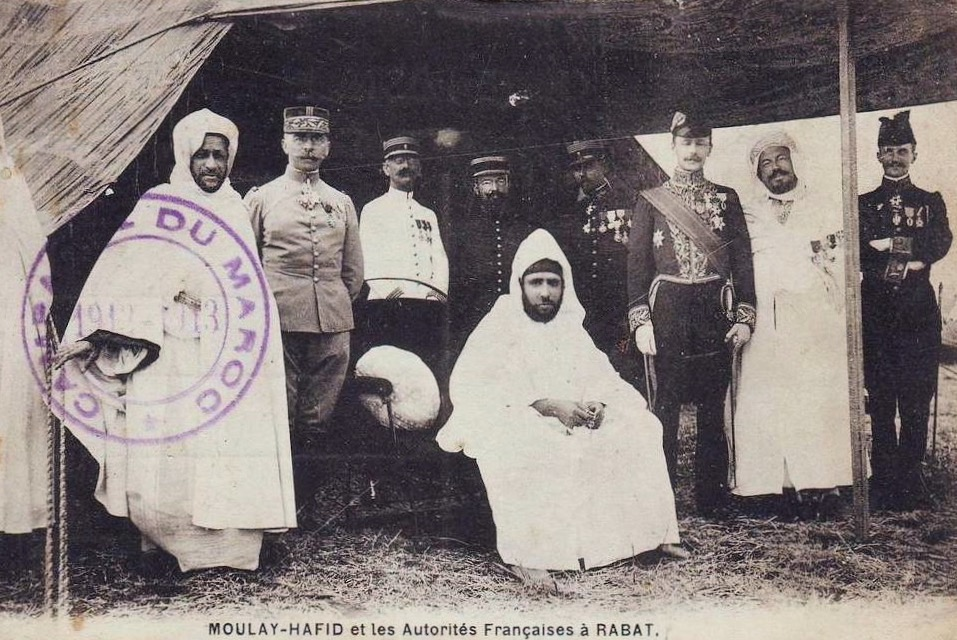
Kaddour ben Ghabrit (à droite) et le sultan Moulay Hafid, vers 1912.

D'un point de vue administratif, né dans une Algérie sous régime colonial, il avait en tant qu'indigène la nationalité française ,, puis plus tard, également, la nationalité marocaine, donnée par dahir aux Algériens résidant au Maroc, notamment les plus lettrés,.

### Mission à La Mecque
En 1916, il est envoyé au Hedjaz et œuvre pour faciliter l’accomplissement du pèlerinage et pour garantir le bien-être à ses coreligionnaires durant leur séjour dans les lieux saints de l'islam. Il fonde à la Mahkama d’Alger (tribunal civil ou cadi), la Société des Habous des Lieux saints de l'islam, sous forme d'une association cultuelle musulmane, destinée à faciliter le pèlerinage des musulmans de l'Afrique du Nord française, en faisant l'acquisition de deux établissements hôteliers : à Médine et à La Mecque. Il est également une des personnalités musulmanes qui soutiennent la révolte arabe de 1916-1918 face à l'Empire ottoman. En soutien de la révolte, il propose à Hussein ben Ali de reconnaître ses prétentions au califat,,,. Hussein le reçoit avec honneur et lui accorde le droit de nettoyer le sol de la Kaaba et de s'asseoir à côté de lui lors de la prière du vendredi à La Mecque.
En 1920, la Société des Habous et Lieux saints de l'islam est déclarée à la préfecture d’Alger, comme association loi de 1901 ayant pour objet la construction à Paris d'un institut et d'une mosquée, qui symboliseraient sur le sol français l’amitié éternelle de la France et de l'islam, mais qui serait aussi un hommage aux milliers de soldats musulmans tombés durant la Première Guerre mondiale, notamment à Verdun en 1916.

### Création de la mosquée de Paris

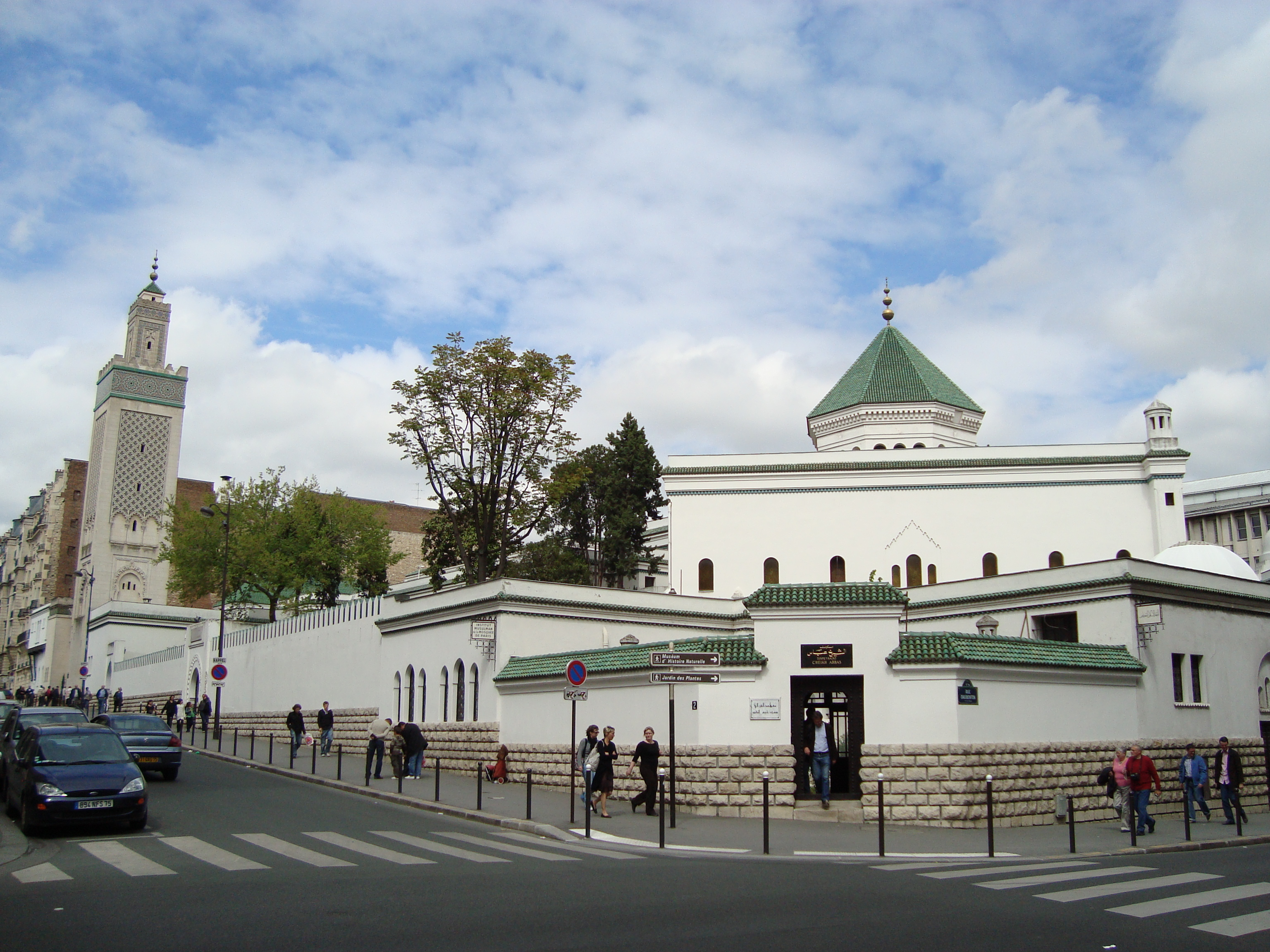
la Grande mosquée de Paris en 2009

Sur son initiative, il fonde dans la capitale française, la mosquée de Paris, dont le but est de venir en aide, tant au point de vue spirituel que matériel, à tous les musulmans habitant ou visitant la métropole. Il s'agit de la première mosquée du monde occidental après la chute d'al-Andalus.
Habitué des salons parisiens, accordant son patronage à des expositions (comme celle du peintre Florimond Météreau à la galerie Charpentier en 1932), il fut surnommé « le plus Parisien des musulmans ». Si Kaddour Benghabrit était grand-croix de la Légion d'honneur. Il est inhumé dans un site réservé au nord de la mosquée de Paris, selon le rite malékite.
À sa mort, le 24 juin 1954, son neveu Ahmed Benghabrit prend la direction de la mosquée de Paris. Il en est expulsé par la police française en juillet 1957 en raison de ses prises de position en faveur de la révolution algérienne.

## La Seconde Guerre mondiale et les Juifs

### Le documentaire de 1991

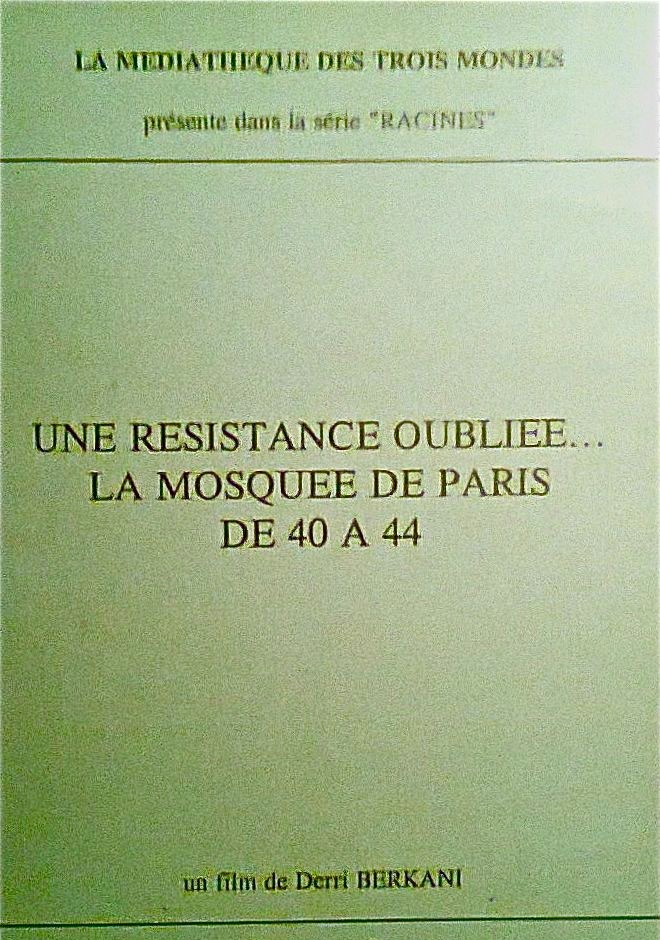

Durant la Seconde Guerre mondiale, Kaddour Benghabrit aurait sauvé la vie d'une centaine de juifs, dont celle du chanteur Salim Halali, en leur faisant octroyer par le personnel administratif de la mosquée des certificats d'identité musulmane, qui leur permirent d’échapper à l'arrestation et à la déportation,,.
Dans un documentaire de 29 minutes intitulé La Mosquée de Paris, une résistance oubliée, réalisé pour l’émission Racines de France 3 en 1991, Derri Berkani rapporte que ce sont les Francs-tireurs et partisans (FTP) algériens, essentiellement constitués d'ouvriers, qui avaient amené ces juifs à la mosquée de Paris afin de les protéger. Ces Algériens du FTP avaient pour mission de secourir et de protéger les parachutistes britanniques et de leur trouver un abri. Les FTP algériens ont par la suite porté assistance à des familles juives, des familles qu’ils connaissaient, ou à la demande d’amis, en les hébergeant dans la mosquée, en attente que des papiers leur soient fournis pour se rendre en zone libre ou franchir la Méditerranée pour rejoindre le Maghreb.
Les chiffres concernant le nombre de juifs hébergés et sauvés par la mosquée de Paris durant cette période divergent selon les auteurs. Annie-Paule Derczansky, présidente de l'Association des Bâtisseuses de paix, précise que « selon Albert Assouline, qui témoigne dans le film de Berkani », 1 600 personnes auraient été sauvées. Au contraire, pour « Alain Boyer, ancien responsable des cultes au ministère de l'Intérieur français, on serait plus proche des 500 personnes »[réf. nécessaire].

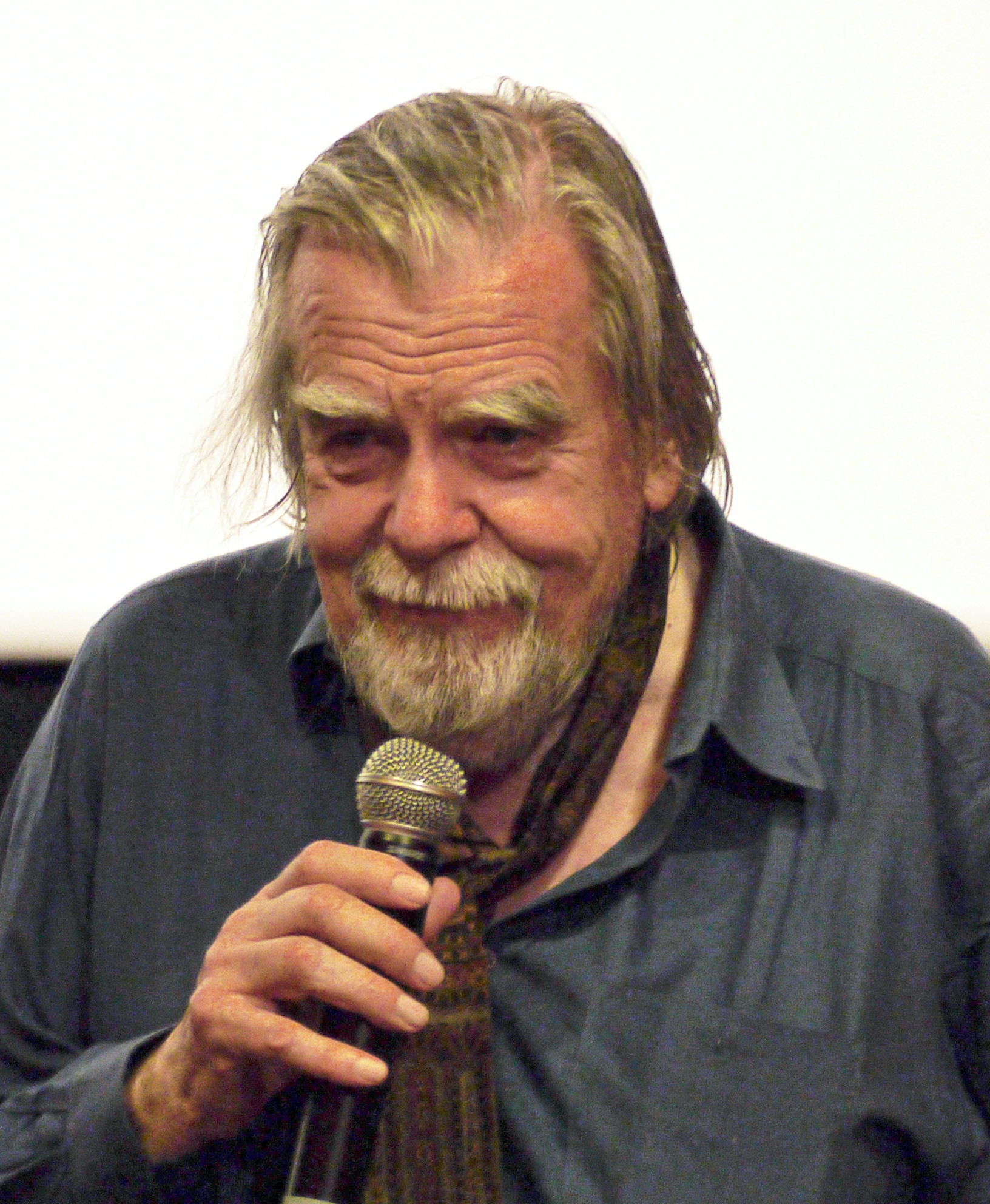
Michael Lonsdale à l'avant première du film Les Hommes libres d'Ismaël Ferroukhi.

Un appel à témoin de juifs sauvés par la mosquée de Paris entre 1942 et 1944 a été lancé le 3 avril 2005 pour que la médaille des justes soit remise par le mémorial de Yad Vashem aux descendants de Kaddour Benghabrit.

### Fiction et histoire
Kaddour Benghabrit est l'un des personnages principaux du film Les Hommes libres d'Ismaël Ferroukhi, sorti en 2011. Il est incarné par Michael Lonsdale.
Kaddour Benghabrit a également inspiré Mohamed Fekrane dans son court-métrage Ensemble, sorti en 2010. Le rôle de l'imam est interprété par l'acteur Habib Kadi.

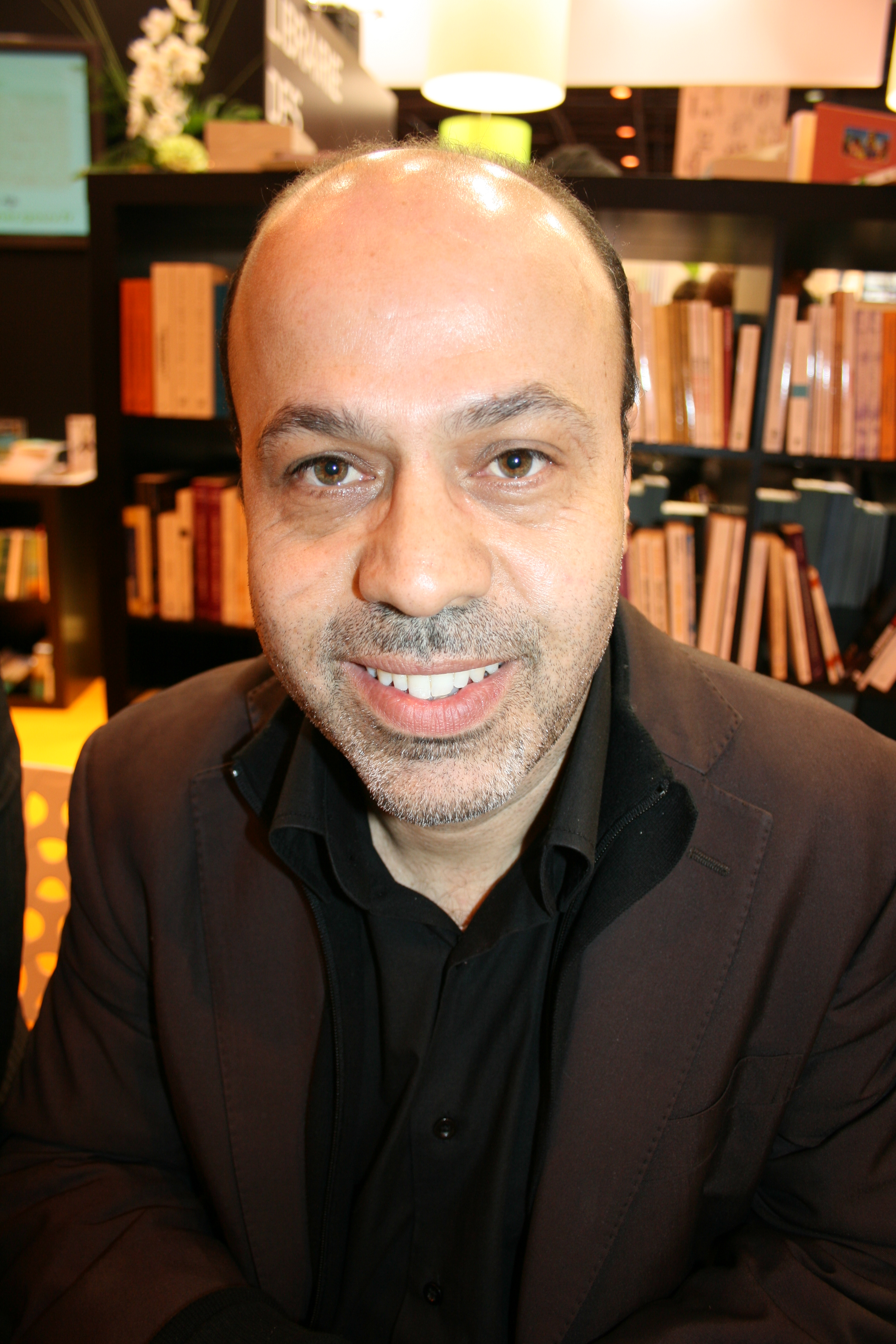
Mohammed Aïssaoui.

Jean Laloum, chercheur au CNRS, a publié un article sur les démarches du Commissariat général aux questions juives, qui demandait à Kaddour Benghabrit de prouver ou d'invalider la qualité de musulmans de personnes que le Commissariat « soupçonnait » d'être juives. Pour le chercheur, l'attitude prêtée, dans le film, au directeur de la mosquée de Paris « à partir d'un nombre réduit d'indices » n'est pas sans équivoque : « Son rôle, à la lumière d'autres archives, semble plus ambigu qu'il ne ressort du film ».
En 2012, le journaliste Mohammed Aïssaoui a publié le livre L'Étoile jaune et le Croissant (Gallimard). L'auteur explique le sens de son enquête : « Il m'importait de montrer qu'un jour, au moins une fois, des Arabes et des Juifs ont marché main dans la main. J'avais envie de prononcer le mot philosémite […]. Alors que les témoins directs ont pour la plupart disparu, j'ai retrouvé plus de personnes et de faits que je ne pouvais l'imaginer au début de ma quête. Cela ne constitue pas des preuves irréfutables… ».

## Famille

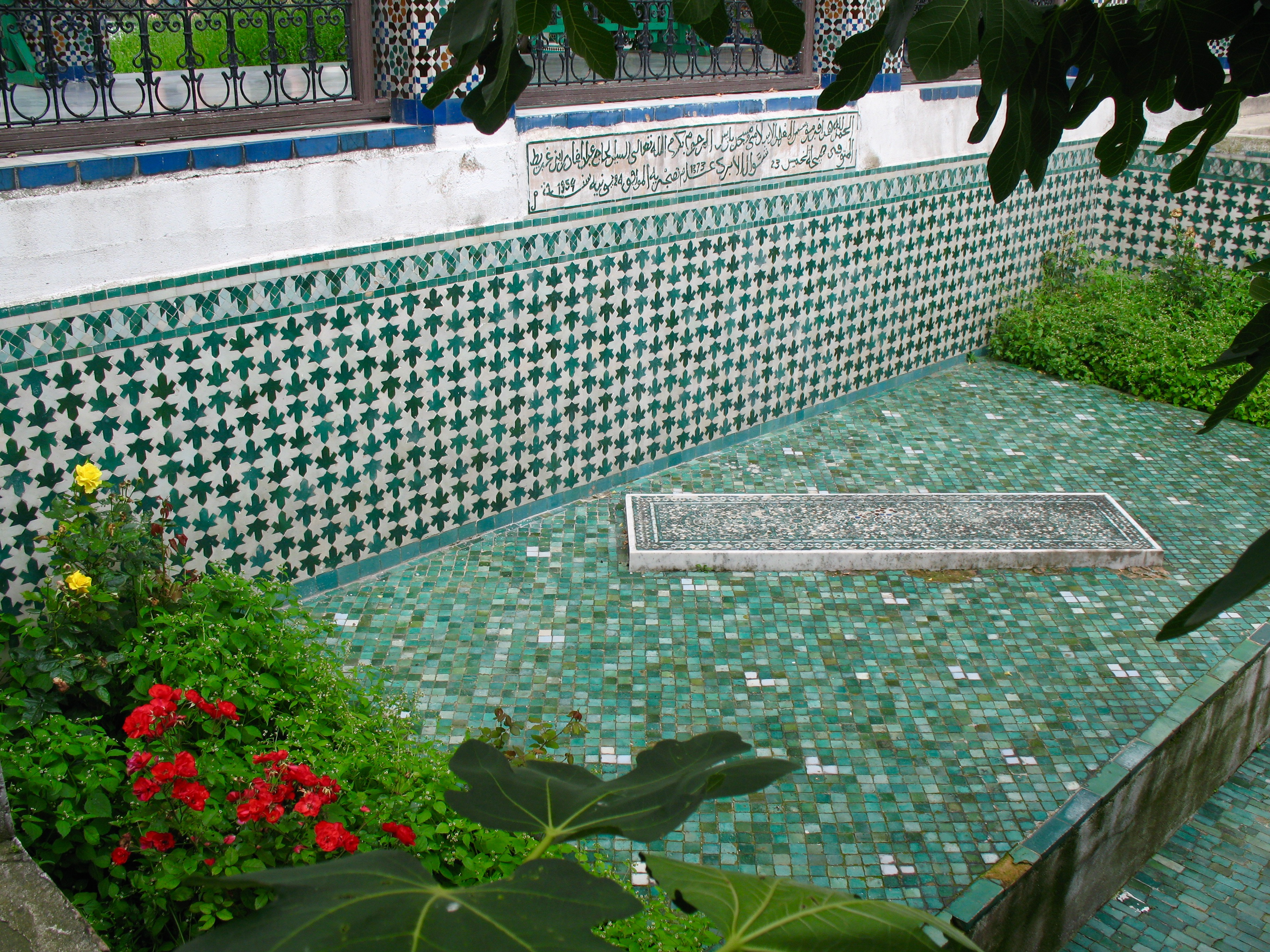
Tombe de Kaddour Benghabrit à la mosquée de Paris, en 2007.

Nouria Benghabrit-Remaoun, sociologue et chercheuse, est la petite-fille du frère de Kaddour Benghabrit. Elle fut ministre de l'Éducation nationale en Algérie du 5 mai 2014 au 31 mars 2019.

## Distinctions
- Grand-croix de la Légion d’Honneur (1939)[36].
- Médaille de la Résistance française avec rosette (1947)[37],[38].